# 4176 Sudek
4176 Sudek (1987 DS) là một tiểu hành tinh vành đai chính được phát hiện ngày 24 tháng 2 năm 1987 bởi Antonín Mrkos ở Klet.